# Детектор ошибок
Детектор ошибок — популяции нейронов, реагирующие селективно на ошибочное выполнение задания. Данная реакция была названа детекцией ошибок, а зоны головного мозга, где это явление было обнаружено, — «детекторами ошибок».

## История
Впервые феномен детекции ошибок, был описан в работе Н. П. Бехтеревой и В. Б. Гречина в 1968 году. Открытие было основано на данных о воспроизводимых изменениях медленных физиологических процессов, а именно напряжении кислорода в области хвостатых ядер и таламуса. В дальнейшем было показано, что в мозгу имеются отдельные нейронные популяции, реагирующие именно на ошибочное выполнение деятельности. Такие нейронные популяции были обнаружены как в подкорковых структурах (хвостатые ядра, бледный шар, таламус), так и в коре (Поля Бродмана 1-4, 7, 40).
В 1991 году детектор ошибок был вновь «открыт» с использованием нейрофизиологической методики вызванных потенциалов. Он был назван тем же термином «детектор ошибок» и стал известен, как негативность, связанная с ошибкой (Error-related negativity). Также в терминах методики вызванных потенциалов принципиально то же явление было описано Р. Наатаненом и было обозначено как «негативность рассогласования». Негативность рассогласования проявляется в качестве реакции на девиантный стимул в ряду последовательно предъявляемых стандартных стимулов, то есть при рассогласовании предъявляемого стимула с планом (матрицей задания).

## Механизм детекции ошибок
Детектор ошибок работает на бессознательном уровне, обеспечивая устойчивое функциональное состояние головного мозга, и, тем самым, поддерживая «правильное» поведение человека. Физиологический механизм его работы заключается в постоянном мониторинге и сравнении информации о текущем состоянии с моделью, находящейся в краткосрочной или долгосрочной матрице памяти. Активация детектора ошибок происходит при рассогласовании деятельности с её планом, точнее, с хранящейся в мозгу матрицей. При этом у человека возникает чувство дискомфорта, ощущение, что он что-то забыл, или определённая реакция на неверное поведение. Таким образом, бессознательный механизм детекции ошибок повышает качество выполнения рутинных действий и поддерживает верную модель поведения у человека.
Приводя пример из жизни, Бехтерева писала:

Как это бывает в реальности? Приведу случай типичный, хотя, конечно, не единственно возможный. Вы выходите из дома и уже готовы захлопнуть дверь. И в этот момент у вас появляется чувство, что не все в порядке, вы что-то забыли или забыли сделать. Дверь ещё не закрыта, все поправимо, вы возвращаетесь (несмотря на суеверный страх — «дороги не будет»). И находите случайно вынутые из кармана ключи от квартиры, или невыключенный утюг, или что-то ещё, достаточное для того, чтобы произошла серьёзная неприятность. Ай да детектор ошибок, могли бы подумать вы, если бы знали, что это он помогал вам.